# Salifu Jawo
Salifu Jawo (* 15. Juli 1975) ist ein gambischer Politiker. Seit 2017 ist er Mitglied der National Assembly von Gambia.

## Leben
| Parlamentswahl | Stimmen | Stimmanteil |
| -------------- | ------- | ----------- |
| 2017           | 2.507   | 46,10 %     |
| 2022           | 2.422   | 30,63 %     |

Salifu Jawo trat bei der Wahl zum Parlament 2017 als Kandidat der Gambia Democratic Congress (GDC) im Wahlkreis Jokadu in der Kerewan Administrative Area an. Mit 46,10 % konnte er den Wahlkreis vor Sait A. Joof (UDP) für sich gewinnen.
Nach Differenzen mit dem GDC-Vorsitzenden Mamma Kandeh wurde Jawo 2021 aus der Partei ausgeschlossen und erklärte, nun Präsident Adama Barrow zu unterstützen, wie es ihm zuvor bereits vorgeworfen war.
Bei den darauf folgenden Parlamentswahlen 2022 wurde er als Kandidat der von Barrow gegründeten National People’s Party (NPP) erneut im Wahlkreis Jokadu in die 6. Gambische Nationalversammlung gewählt.